# Thyreus ramosellus
Thyreus ramosellus là một loài Hymenoptera trong họ Apidae. Loài này được Cockerell mô tả khoa học năm 1919.